# Agnes Randolph
Agnes Randolph, hrabina Dunbar i March (ur. ok. 1312 w Szkocji, zm. 1369), znana jako Czarna Agnes ze względu na swoją ciemną cerę – była żoną Patryka, 9. hrabiego Dunbar i March. Została pochowana w krypcie niedaleko Mordington House.
Była córką Thomasa Randolpha, 1. hrabiego Moray, siostrzeńca i towarzysza Roberta Bruce'a, oraz jego żony Izabeli Stewart, córki Johna Stewarta z Bonkyll. Agnes zasłynęła heroiczną obroną zamku Dunbar w East Lothian przed oblężeniem Anglików pod wodzą Wilhelma Montagu, 1. hrabiego Salisbury, które trwało od 13 stycznia do 10 czerwca 1338 r..

## Oblężenie Dunbaru

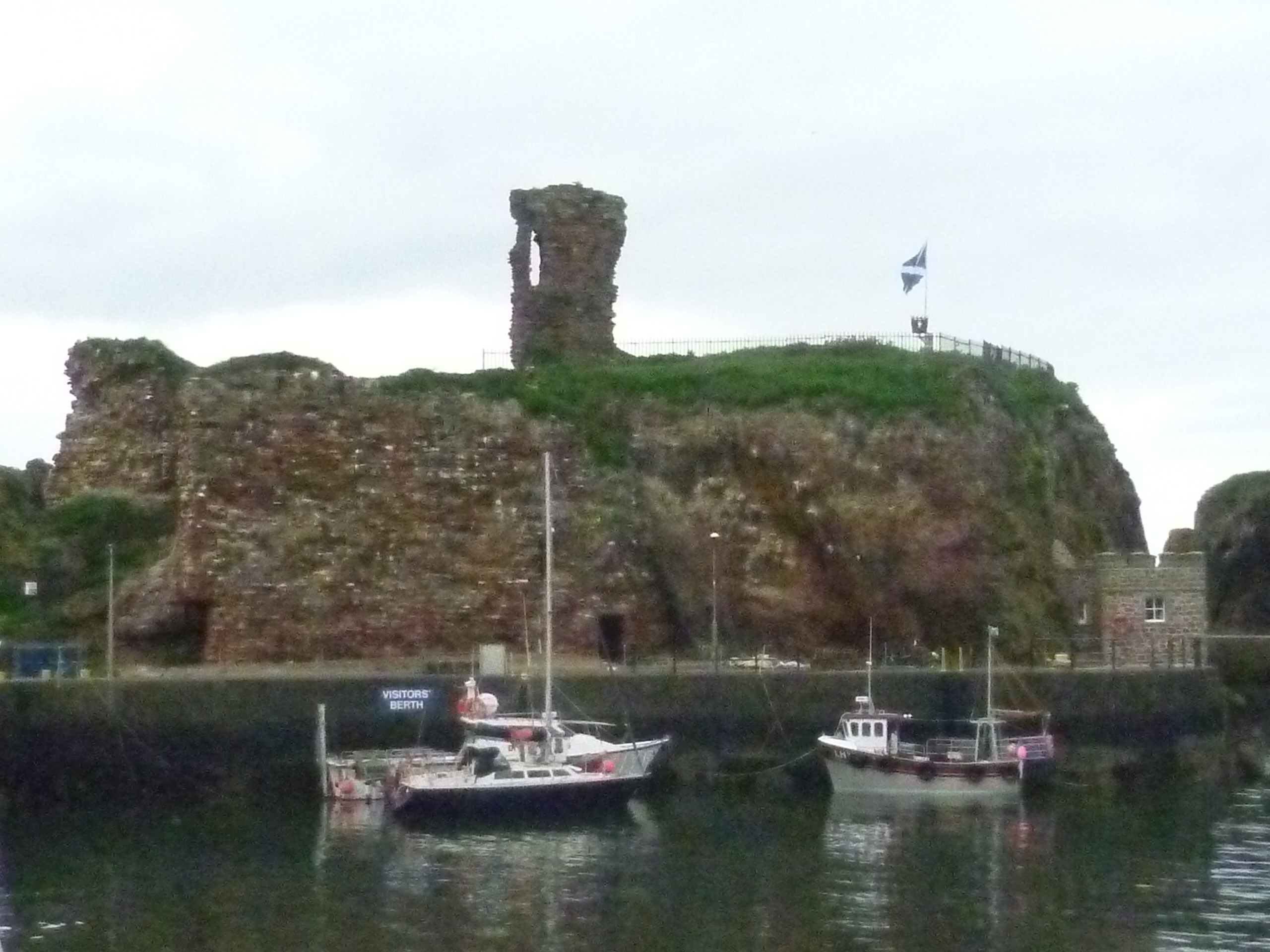
Ruiny zamku Dunbar

Oblężenie zamku Dunbar miało miejsce podczas drugiej szkockiej wojny o niepodległość (1331-1341). 13 stycznia 1338, gdy Patryk Dunbar był nieobecny, Anglicy oblegli Zamek Dunbar, w którym Lady Dunbar przebywała wraz ze swoimi sługami i kilkoma strażnikami. Była jednak zdeterminowana, by nie poddać twierdzy, mimo że siły angielskie, liczące około 20 000 żołnierzy, znacznie przeważały nad obrońcami. Miała podobno powiedzieć: Od króla Szkocji otrzymałam mój dom, płacę mu mięsem i pieniędzmi, i utrzymam mój stary dobry dom, tak długo jak mój dom utrzyma mnie.
W średniowieczu kobiety nieraz przejmowały kontrolę nad zamkami i dworami pod nieobecność męża, w razie potrzeby kierując ich obroną, a postawa lady Agnes jest jednym z najlepiej zapamiętanych przykładów tego zjawiska. Pierwsza próba przejęcia zamku przez Salisbury opierała się na katapultowaniu wielkich skał i ołowiu na mury obronne, ale lady Agnes przyjęła to z lekceważeniem i wysłała jedną ze swoich pokojówek, aby ta wyczyściła ostrzelane szańce chustką, jakby pociski były zwykłym kurzem.
Anglicy używali wieży oblężniczej zwanej lochą do ataku na zamek, ale hrabina doradziła Salisbury'emu, że powinien zadbać o swoją lochę, ponieważ wkrótce rzuci jej świnie, to znaczy swoich ludzi, do twierdzy. Następnie rozkazała, aby spuścić z blanków głaz rzucony wcześniej przez Anglików na obrońców zamku i rozbić wieżę Salisbury'ego na kawałki.
Kiedy jeden ze szkockich łuczników trafił angielskiego żołnierza stojącego obok Salisbury'ego, hrabia krzyknął: Nadchodzi jeden z ludzi mojej pani; strzały miłości Agnes trafiają prosto w serce.
Nie mogąc zdobyć zamku siłą, Salisbury postanowił użyć podstępu. Przekupił Szkota, który pilnował głównego wejścia, każąc mu zostawić bramę otwartą lub przymkniętą w taki sposób, aby Anglicy mogli łatwo się włamać. Jednak Szkot, choć wziął pieniądze powiadomił Agnes o podstępie, więc była gotowa na pojawienie się Anglików. Chociaż Salisbury prowadził atak, jeden z jego ludzi wyprzedził go w momencie, gdy ludzie Agnes opuścili bronę, oddzielając go od innych. Agnes oczywiście chciała złapać w pułapkę Salisbury'ego, ale wykorzystała sytuację, by zadrwić z wroga, wykrzykując do hrabiego: Żegnaj, Montague, pragnęłam, abyś z nami wieczerzał i pomógł nam w obronie zamku przed Anglikami.
W pewnym momencie oblężenia, po schwytaniu brata Agnes, Jana Randolpha, 3. hrabiego Moray, Anglicy zarzucili mu linę na szyję i zagrozili, że powieszą go, jeśli Agnes nie podda zamku. Jednak odpowiedziała tylko, że śmierć brata przyniesie jej korzyść, ponieważ odziedziczy po nim hrabstwo. Właściwie nie była w kolejce do odziedziczenia hrabstwa, więc albo poważnie ryzykowała życiem swojego brata, albo historię tę wymyślono później.
W ostateczności Salisbury postanowił odizolować zamek od dróg i wszelkiej komunikacji ze światem zewnętrznym, aby zagłodzić hrabinę i jej garnizon, ale Alexander Ramsay z Dalhousie, którego działania przysparzały królowi Anglii ciągłych problemów, dowiedział się o tym i wyruszył z Edynburga nad wybrzeże z czterdziestoma ludźmi. Zawłaszczając niektóre łodzie, Ramsay i jego kompania zbliżyli się do zamku drogą morską i weszli do poterny od strony morza. Wybiegając z zamku, Szkoci zaskoczyli przednią straż Salisbury'ego i odepchnęli ją z powrotem do obozu.
Po pięciu miesiącach od przybycia do Dunbaru Salisbury przyznał się do porażki i zakończył oblężenie 10 czerwca 1338 roku. Szkocka ballada przypisuje mu komentarz brzmiący: Cam I early, cam I late, I found Agnes at the gate (Czy przyszedłem wcześnie, czy przyszedłem późno, zawsze znalazłem Agnes w bramie).
Nieudane oblężenie Dunbaru kosztowało królestwo angielskie prawie 6000 funtów brytyjskich, a Anglicy nic na nim nie zyskali.
Przez wieki obrona zamku Dunbar przez Agnes przyciągała uwagę kronikarzy i historyków Szkocji, podziwiających  odwagę i siłę szkockiej hrabiny.

## Rodzina
Niektóre relacje opisują ją jako hrabinę Moray, przy założeniu, że odziedziczyła hrabstwo, gdy jej brat Jan zginął w bitwie pod Krzyżem Neville'a w 1346. Jednak hrabstwo wróciło do królestwa. Jednak w 1371/2 bratanek Agnes, Jan Dunbar, został koronowany na hrabiego Moray przez jego teścia, Roberta II. Rodzina Agnes była aktywna w szkockim oporze przeciwko angielskim próbom podboju Szkocji w XIV wieku. Jej ojciec, Tomasz Randolph, hrabia Moray, został mianowany regentem od 1329 do 1332. Brat Agnes został wspólnym regentem w 1335, ale wkrótce potem został schwytany przez Anglików.  W 1324 Agnes poślubiła Patricka, dziewiątego hrabiego Dunbar i March, gubernatora Berwick. Gdy Berwick zostało zajęte przez siły angielskie w 1333 roku, hrabia Dunbar opowiedział się za Anglikami, a Edward III przyznał jemu i jego żonie angielskie ziemie. Patrick otrzymał też pozwolenie od Edwarda na odbudowę fortyfikacji zamku Dunbar. Wkrótce potem przeszedł na stronę szkocką. Agnes miała pretensje do męża za jego chwiejność, a Patrick był podejrzliwy wobec niej. Wydaje się, że małżeństwo nie miało żadnych żyjących dzieci. Ich dobra odziedziczyły dzieci z małżeństwa między kuzynem hrabiego, Johnem de Dunbar z Derchester i Birkynside, i jego żoną Izabelą Randolph, młodszą siostrą Agnes.
Trzema siostrzeńcami Agnes byli:
- George de Dunbar, 10 hrabia March
- John Dunbar, hrabia Moray
- Sir Patrick de Dunbar, z Beil

Miała również podopieczną Agnes Dunbar, która została kochanką króla Dawida II.